# Mariehamn
Mariehamnⓘ (finnisch Maarianhamina) ist die Hauptstadt der autonomen finnischen Region Åland und die einzige Stadt der Ålandinseln. Sie liegt auf der Hauptinsel Fasta Åland und bildet eine von drei Verwaltungsgemeinschaften Ålands. Mariehamn ist schwedischsprachig und hat 11.757 Einwohner (Stand 31. Dezember 2022). Es ist Sitz des Lagtings (früher Landsting genannt), des Parlaments der autonomen Provinz Åland.

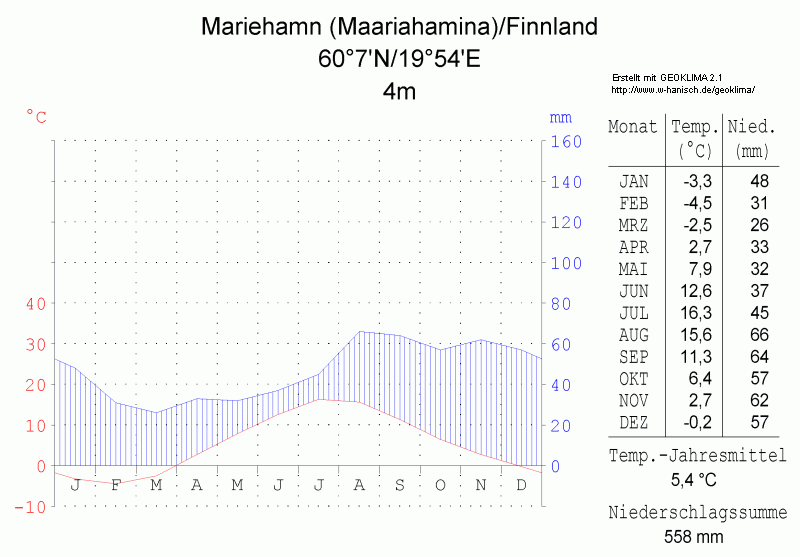
Klimadiagramm von Mariehamn

Benannt wurde Mariehamn („Mariahafen“) nach Maria Alexandrowna, der Gemahlin Zar Alexanders II., der 1861 die Stadt gründete, als Finnland und Åland zum Russischen Kaiserreich gehörten.

## Geschichte
Die rechtwinklige Stadtanlage der Innenstadt von Mariehamn geht auf einen Plan des Architekten Georg Theodor Chiewitz von 1859 zurück. Ursprünglich sollte die Stadt auf Befehl des Zaren ausschließlich aus Steinbauten bestehen; doch bereits 1863 wurde hiervon Abstand genommen und die Errichtung von Holzhäusern gestattet.
Gegen Ende der 1880er Jahre entstanden Pläne, Mariehamn zu einem Kur- und Badeort auszubauen; daher wurden am heutigen Westhafen 1889 ein Kurhaus und 1900 ein großes Strandhotel gebaut. Die beiden repräsentativen Lindenalleen, die noch heute das Gesicht der Stadt prägen und ihr den Beinamen „Stadt der 1000 Linden“ einbrachten, wurden 1900 angelegt.
Von den 1920er bis in die 1940er Jahre war Mariehamn Heimathafen einer der letzten großen Windjammer-Flotten, unter dem Reeder Gustaf Erikson. Zu seinen Schiffen gehörten mehrere ehemalige Flying P-Liner, die für ihre Geschwindigkeit berühmten Schiffe der Hamburger Reederei F. Laeisz, so die 1957 unter deutscher Flagge gesunkene Pamir sowie die Schwesterschiffe Passat und Peking, die heute als Museumsschiffe in Travemünde beziehungsweise Hamburg liegen. Im Hafen von Mariehamn verblieben ist die Viermastbark Pommern, ebenfalls ein früherer Flying P-Liner und jetzt Exponat des Ålands sjöfartsmuseum.
Ende April 1994 fand in Mariehamn die erste der beiden Vorverhandlungen über das Waffenstillstandsabkommen im Ersten Krieg um Bergkarabach statt.

## Bevölkerungsentwicklung
Die Einwohnerzahl der Stadt ist in den letzten dreißig Jahren kontinuierlich angestiegen (Stand: 31. Dezember 2018):
| Bevölkerungsentwicklung von Mariehamn | Bevölkerungsentwicklung von Mariehamn | Bevölkerungsentwicklung von Mariehamn | Bevölkerungsentwicklung von Mariehamn | Bevölkerungsentwicklung von Mariehamn | Bevölkerungsentwicklung von Mariehamn | Bevölkerungsentwicklung von Mariehamn | Bevölkerungsentwicklung von Mariehamn | Bevölkerungsentwicklung von Mariehamn |
| Jahr                                  | 1987                                  | 1990                                  | 1997                                  | 2000                                  | 2006                                  | 2012                                  | 2018                                  | 2022                                  |
| ------------------------------------- | ------------------------------------- | ------------------------------------- | ------------------------------------- | ------------------------------------- | ------------------------------------- | ------------------------------------- | ------------------------------------- | ------------------------------------- |
| Einwohner                             | 9.966                                 | 10.263                                | 10.408                                | 10.488                                | 10.824                                | 11.346                                | 11.743                                | 11.757                                |

## Politik

### 2015
Bei der letzten Kommunalwahl 2015, die gleichzeitig mit der Parlamentswahl in Åland 2015 stattfand, wurde ein neuer Stadtrat gewählt. Als Wahlsieger ging die Moderate Sammlung für Åland hervor, dicht gefolgt von Ålands Sozialdemokraten. Beide Parteien errangen jeweils sieben Mandate. Im Vergleich zum Ergebnis der Landgemeinden auf Åland lässt sich in Mariehamn feststellen, dass die Moderate Sammlung für Åland sowie Ålands Sozialdemokraten in der einzigen Stadt Ålands deutlich bessere Wahlergebnisse erreichen als auf dem Land. Alle weiteren Parteien haben in Mariehamn ebenfalls ein durchschnittlich besseres Ergebnis eingefahren als auf dem Land, da auf dem Land viele unabhängige Kandidaten antraten. Nur das Åländische Zentrum als nordische Agrarpartei ist in Mariehamn im Gegensatz zu den Landgemeinden schwächer.
| Kommunalwahl in Mariehamn 2015 %3020100 25,7 %24,6 %23,0 %10,8 %7,8 %4,7 %3,5 % MSOCLIBCObSÅFÅDGewinne und Verlusteim Vergleich zu 2011 %p 4 2 0 −2 −4+0,7 %p−2,8 %p+1,6 %p+0,4 %p−0,7 %p−2,7 %p+3,5 %pMSOCLIBCObSÅFÅD | Sitzverteilung im Stadtrat Mariehamn seit 2015Insgesamt 27 Sitze - SOC: 7 - ÅF: 1 - C: 3 - LIB: 6 - M: 7 - ObS: 2 - ÅD: 1 |

### 2019
Bei den Kommunalwahlen am 20. Oktober 2019 kam es zu folgenden Ergebnissen:
| Kommunalwahl in Mariehamn 2019Wahlbeteiligung: 62,2 % 3020100 23,4 %22,7 %20,9 %11,5 %8,9 %7,0 %3,3 %2,4 % LIBMSOCObSCHiÅFÅDGewinne und Verlusteim Vergleich zu 2015 %p 8 6 4 2 0 −2 −4+0,4 %p−3,0 %p−3,7 %p+3,7 %p−1,9 %p+7,0 %p−1,4 %p−1,1 %pLIBMSOCObSCHiÅFÅD | Sitzverteilung im Stadtrat Mariehamn seit 2020Insgesamt 27 Sitze - SOC: 6 - Hi: 2 - ÅF: 1 - C: 3 - LIB: 6 - M: 6 - ObS: 3 |

Die Moderate Sammlungspartei verlor ihre Position als stärkste Kraft im Stadtrat an die Liberalen. Neu hinzugekommen ist die Nachhaltige Initiative, die für ökologisch orientierte Politik im Sinne Grüner Parteien eintritt. Die Åländischen Demokraten verloren ihren bei der letzten Wahl errungenen Sitz wieder.

### 2023
Bei den Kommunalwahlen am 15. Oktober 2023 kam es zu folgenden Ergebnissen:
| Kommunalwahl in Mariehamn 2023Wahlbeteiligung: 60,4 % 3020100 26,3 %23,4 %23,3 %10,6 %7,9 %6,5 %1,9 %n. k. % LIBMSOCObSHiCÅFÅDGewinne und Verlusteim Vergleich zu 2019 %p 4 2 0 −2 −4+2,9 %p+0,7 %p+2,4 %p−0,9 %p+0,9 %p−2,4 %p−1,4 %p−2,4 %pLIBMSOCObSHiCÅFÅD | Sitzverteilung im Stadtrat Mariehamn seit 2023Insgesamt 27 Sitze - SOC: 7 - Hi: 2 - C: 1 - LIB: 7 - M: 7 - ObS: 3 |

## Wirtschaft, Transport, Infrastruktur und Bildung

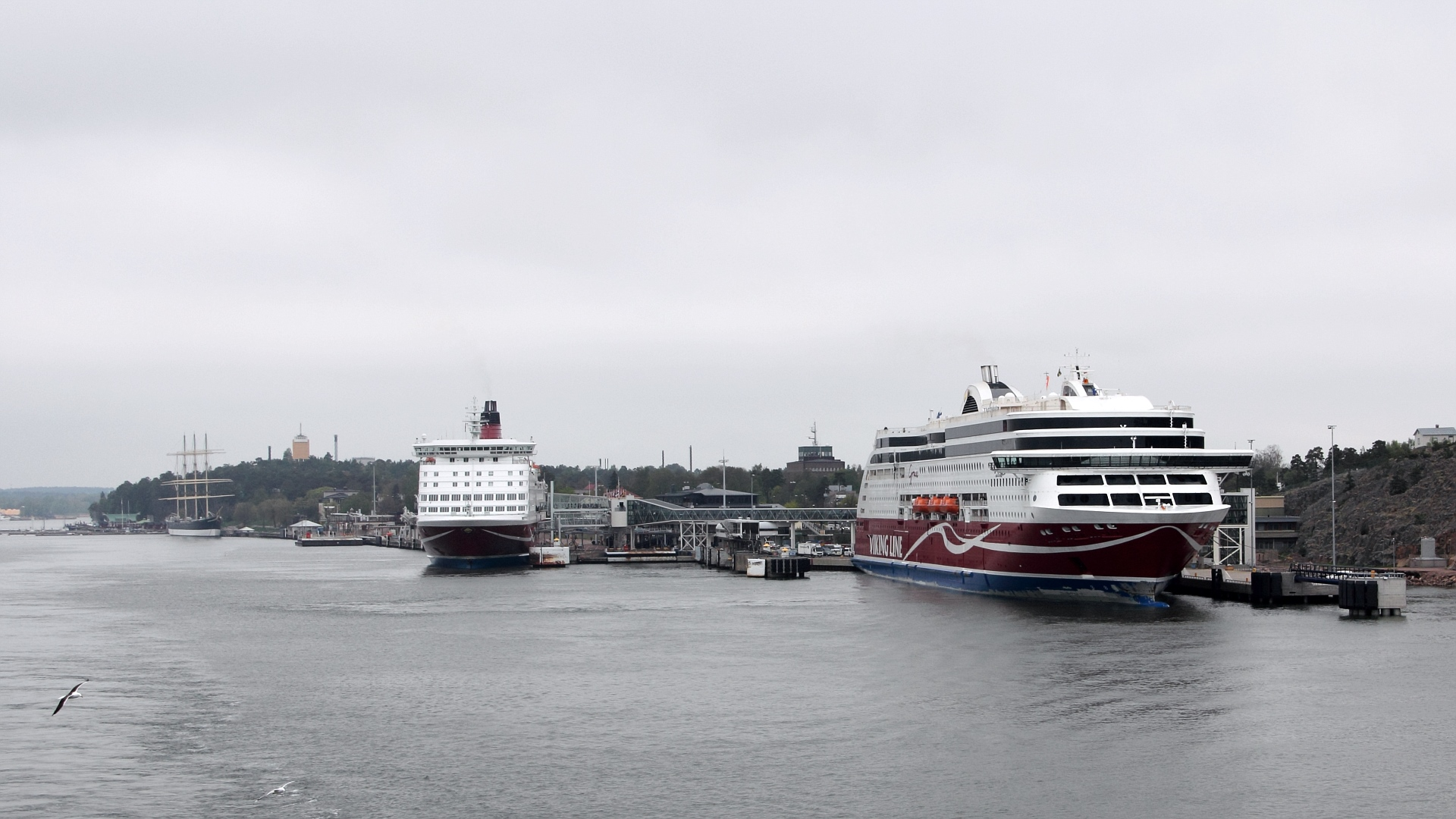
Fähren im Hafen von Mariehamn

Mariehamn ist per Schiff erreichbar. Die großen Fähren aus Stockholm, Kapellskär, Turku, Helsinki und Tallinn der Fährgesellschaften Viking Line, Silja Line und Tallink legen teilweise mehrmals täglich in Mariehamn an. Mariehamn ist, gemessen an der Tonnage der Handelsflotte, die zweitgrößte finnische Hafenstadt nach Helsinki. Die Attraktivität des Hafens beruht auf der Abgabenfreiheit verschiedener Produkte, da Åland zollrechtlich gesehen außerhalb der gemeinsamen EU-Zollzone liegt und daher bestimmte Güter duty-free auf den Inseln verkauft werden können.
Der Flughafen Mariehamn befindet sich in der Nachbargemeinde Jomala, etwa 3 Kilometer nordwestlich des Zentrums von Mariehamn.
Mariehamn ist Hauptsitz der meisten großen åländischen Unternehmen. So haben die åländischen Reedereien Viking Line und Rederiaktiebolaget Eckerö, die Fabrik Taffel zur Produktion von Kartoffelchips sowie die Ålandsbanken hier ihren Hauptsitz.
In Mariehamn befindet sich auch das Hauptkrankenhaus der Insel, das Ålands Hälso- och Sjukvård. Der elektrische Strom für die Inselbewohner und dortigen Unternehmen wird aus Windkraft und Sonnenenergie gewonnen, ergänzend kann Atomstrom vom Festland zugeschaltet werden. Der Stromnetzbetreiber ist Åland's Elandelslag. Langfristig ist eine komplette Umstellung auf Erneuerbare Energien geplant. Ein Pumpspeicherkraftwerk, das anstelle eines alten Erzschachtes eingerichtet werden soll, puffert Zeiten mit wenig Wind und wenig Sonnenschein ab.
Eine früher vorhandene Eisenbahnlinie auf der Insel wurde wohl in den 1950er Jahren eingestellt.
Ein gut ausgebautes Straßensystem, deren Hauptrouten als Autoschnellstraßen ausgelegt sind, verbindet alle Ortschaften der Hauptinsel. Außerdem verkehren auch reguläre Omnibuslinien.
Auf den Inseln gibt es 25 Schulen, durchschnittlich mit 20 bis 30 Schülern pro Einrichtung. Insgesamt sind rund 3.000 Schüler registriert, für welche etwa 300 Lehrer und 200 sonstige Angestellte zuständig sind. Da die Amtssprache Schwedisch ist, wird dies auch in den Schulen unterrichtet. Wie in anderen nordischen Ländern wird dagegen bereits ab Klasse 3 Englisch unterrichtet. Für Besucher wird auch ein Schulmuseum unterhalten. – In Mariehamn kann die Universität für angewandte Wissenschaften (Högskolan på Åland) absolviert werden.

## Kultur und Sehenswertes
Mittelpunkt Mariehamns ist der Marktplatz (Torget), auf dem ein Glockenturm und ein Musikpavillon errichtet wurden. Hier befindet sich auch das mit weißem Marmor verkleidete Parlamentsgebäude (Lagting) der Åland-Inseln, das 1976–1978 nach Plänen von Helmer Stenros erbaut wurde. Auf einem Hügel südlich des Marktplatzes erhebt sich das repräsentative Rathaus Stadshus der Stadt, 1938 nach den Plänen des finnischen Architekten Lars Sonck (1870–1956) im typischen Stil der 1930er Jahre errichtet. Das Rathaus ist von gepflegten Parkanlagen umgeben, in denen mehrere Denkmäler errichtet wurden, z. B. für die russische Zarin Maria Alexandrowna, nach der die Stadt benannt ist. In der nahegelegenen Straße Södragatan sind noch zahlreiche Gebäude aus der Zeit der Gründung Mariehamns erhalten.
Am Osthafen ist das aus renovierten Bootsschuppen und Holzhäusern bestehende Seefahrerviertel (Sjökvarteret) sehenswert, wo in einer kleinen Werft alte Schiffe restauriert und neue Schiffe nach historischen Plänen gebaut werden. Unmittelbar am Meer steht die kleine ökumenische Seefahrerkapelle (Sjöfararkapellet),  die eine Grundfläche von ca. 5 × 7 m bedeckt und im Jahr 2008 von freiwilligen Helfern aus Holz errichtet wurde. Sie dient u. a. für Trauungen und Taufen und erinnert an die Tradition, dass früher für Seefahrer unmittelbar vor dem Beginn einer gefährlichen Reise Gottesdienste abgehalten wurden.
Zu den markantesten Neubauten Mariehamns zählt die 1989 nach Plänen von Hans J. Stenius fertiggestellte Stadtbibliothek. 2009 wurde das nach den Plänen der dänischen Architekten Kjaer & Richter errichtete Kultur- und Kongresszentrum Alandica am Osthafen eröffnet.
Am Westhafen befindet sich das bekannte Seefahrtsmuseum der Åland-Inseln (Ålands Sjöfartsmuseum),  vor dem 1936 zum Gedenken an die auf See gebliebenen Seeleute das Denkmal Der Mann am Steuer von dem Bildhauer Emil Cederkreutz aufgestellt wurde. Zum Denkmal gehört ebenfalls eine Mauer, auf der die Namen vieler Seeleute, die dieses Schicksal erlitten, eingraviert sind. Unweit des Westhafens erhebt sich auf einem Hügel die Seefahrtsschule, 1937–1938 von Lars Sonck geplant, die inzwischen ein Teil der Hochschule der Ålandinseln ist. Die Seefahrtsschule wurde 1854 in Godby gegründet und 1866 an die heutige Stelle verlegt.
Ein beliebtes Ausflugsziel ist die südlich gelegene, zu Mariehamn gehörende Insel Storlandet mit der ehemaligen Lotsenstation Kobba Klintar.
Ausgewählte Bauwerke und Sehenswertes

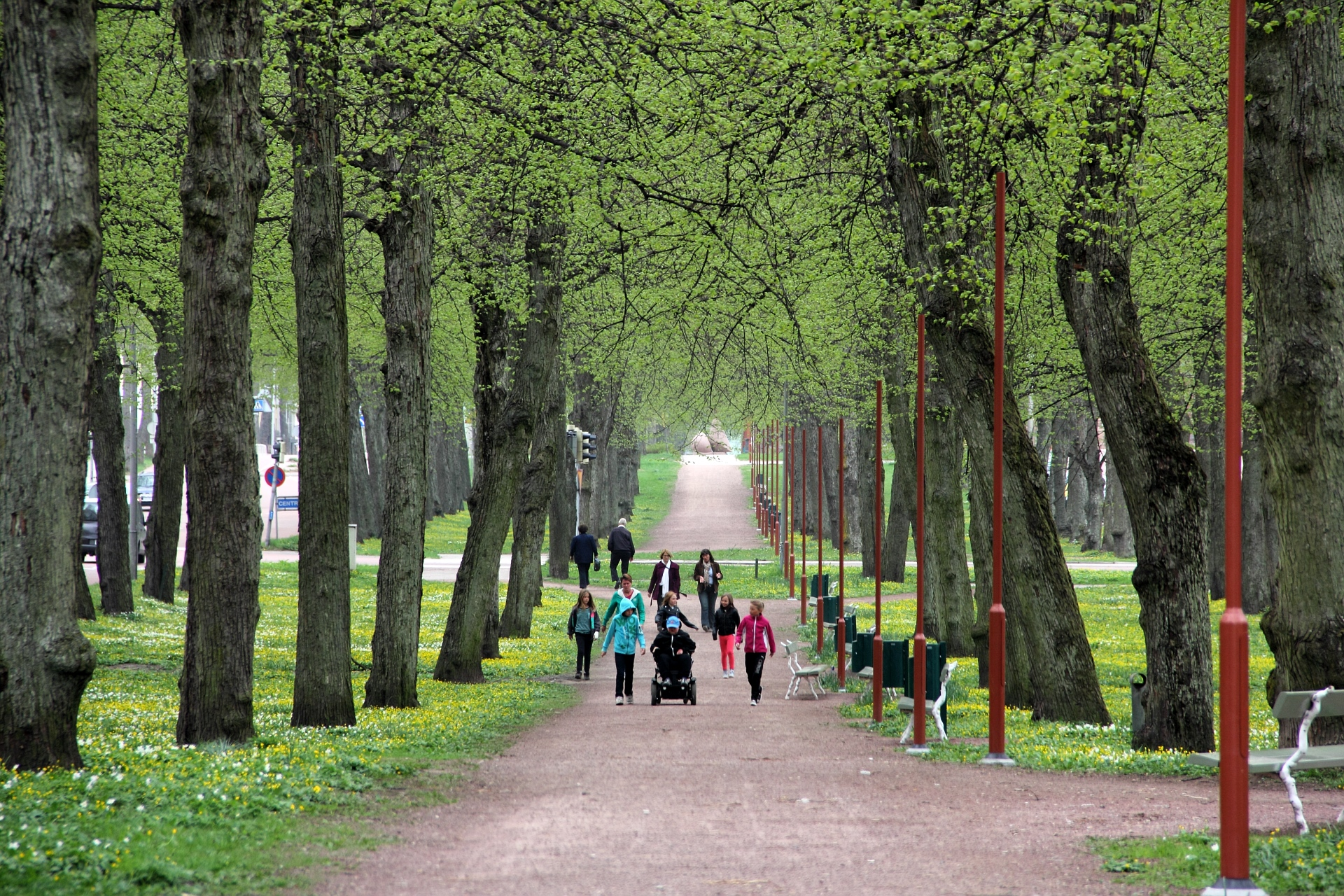
Die Esplanaden verbinden das West- und Ostufer Mariehamns.
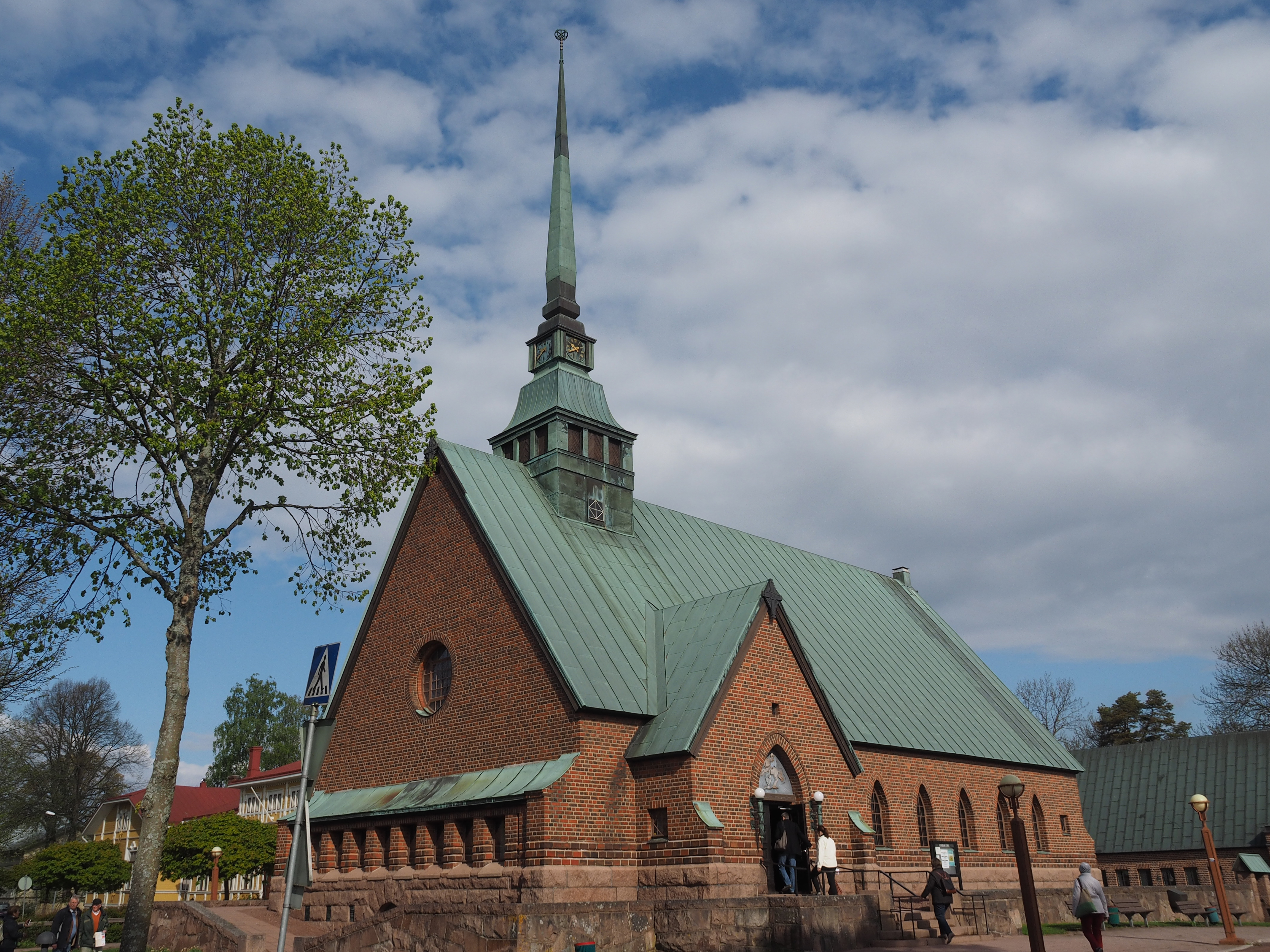
St.-Georgs-Kirche
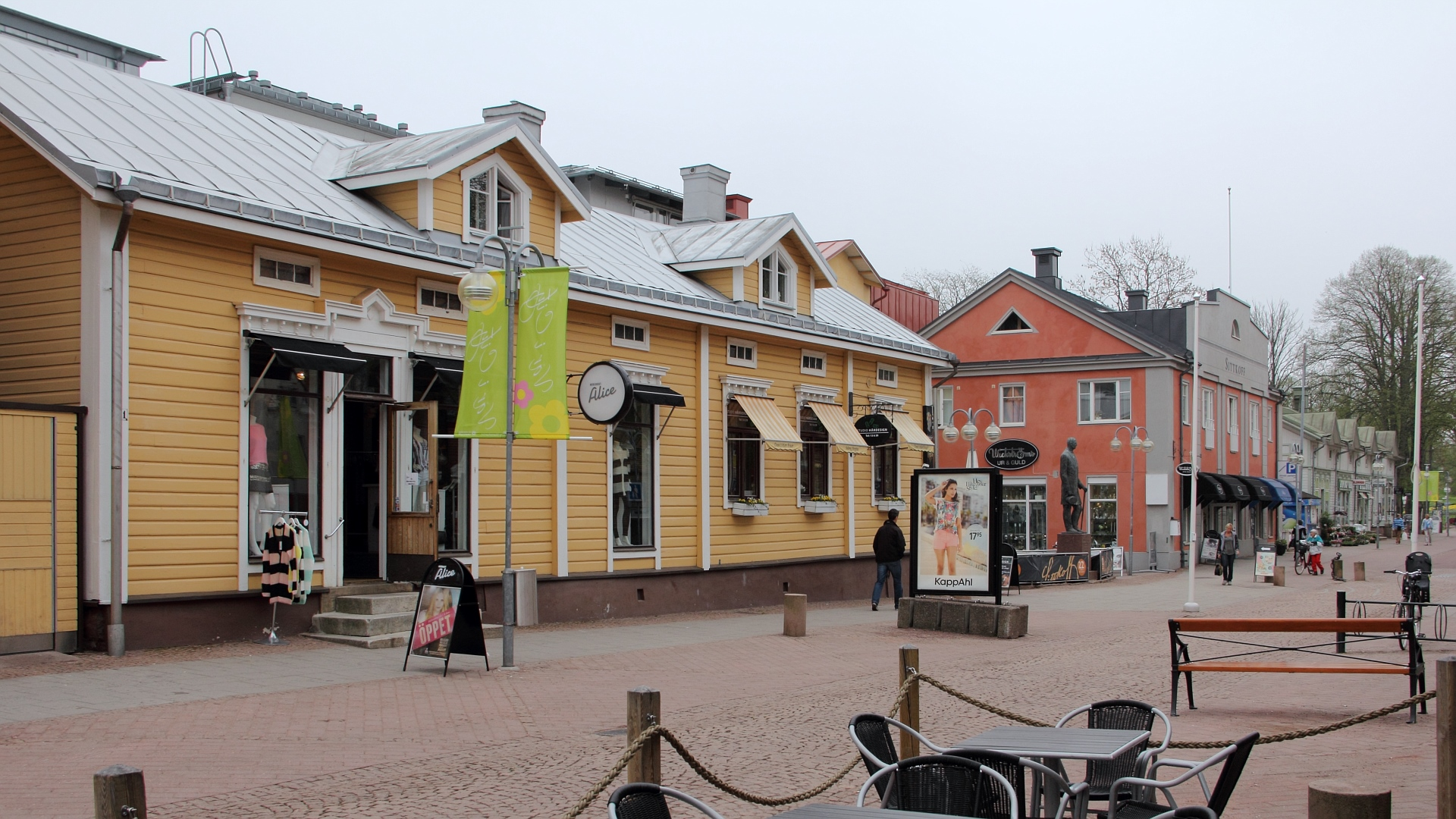
Mariehamns Einkaufsstraße Torggatan
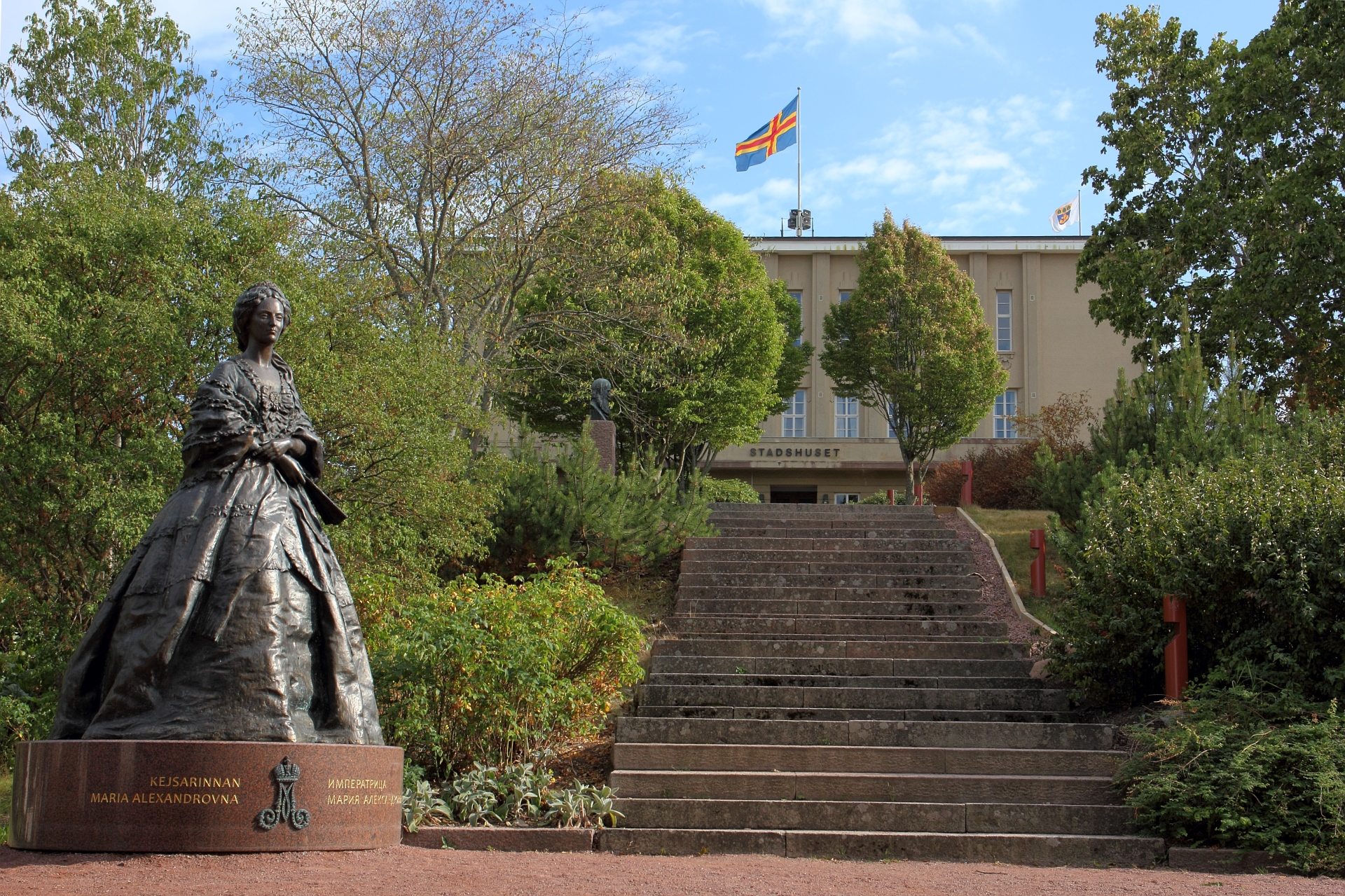
Denkmal der Zarin Maria Alexandrowna und Stadthaus
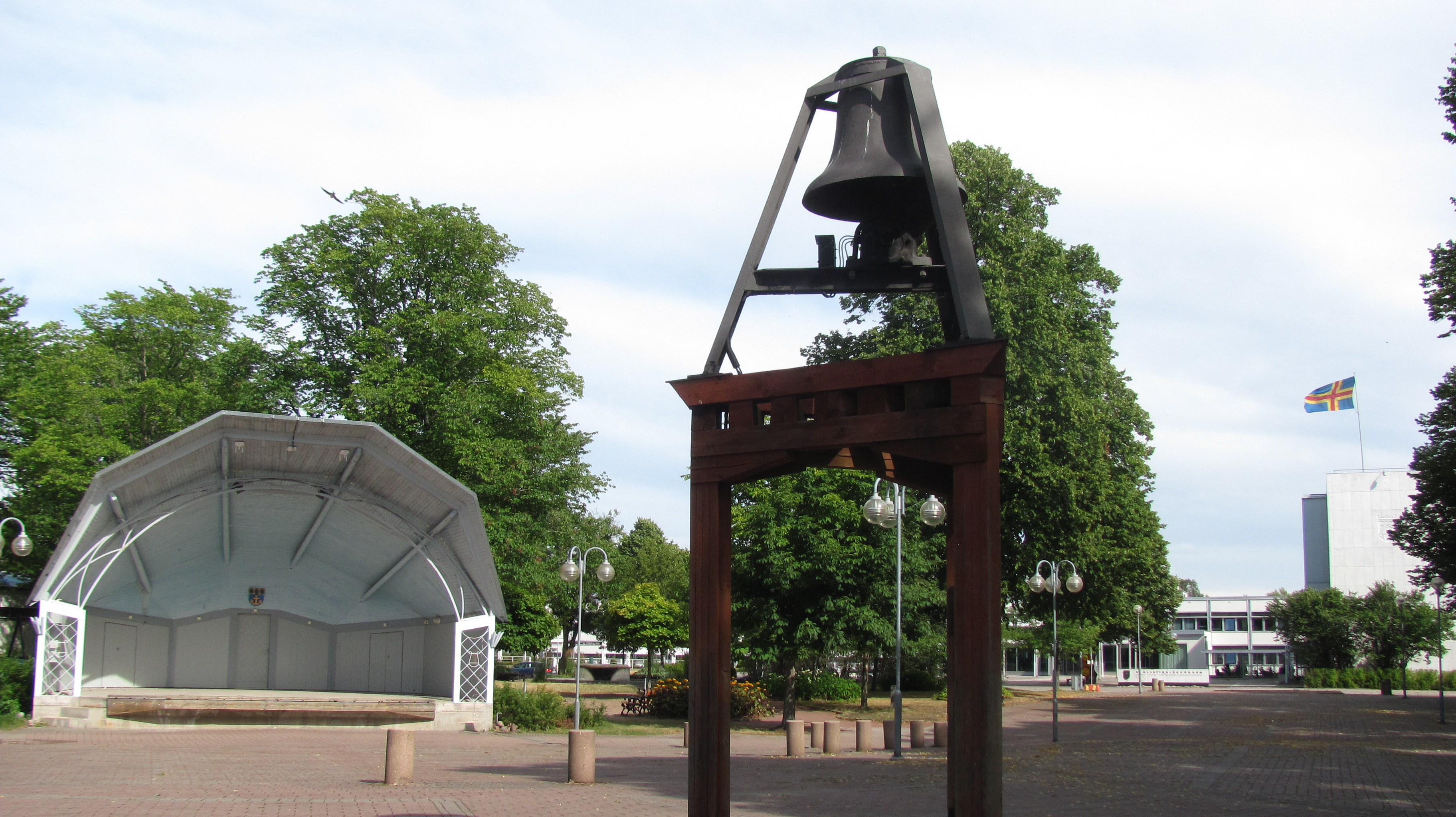
Marktplatz, im Hintergrund das Parlamentsgebäude
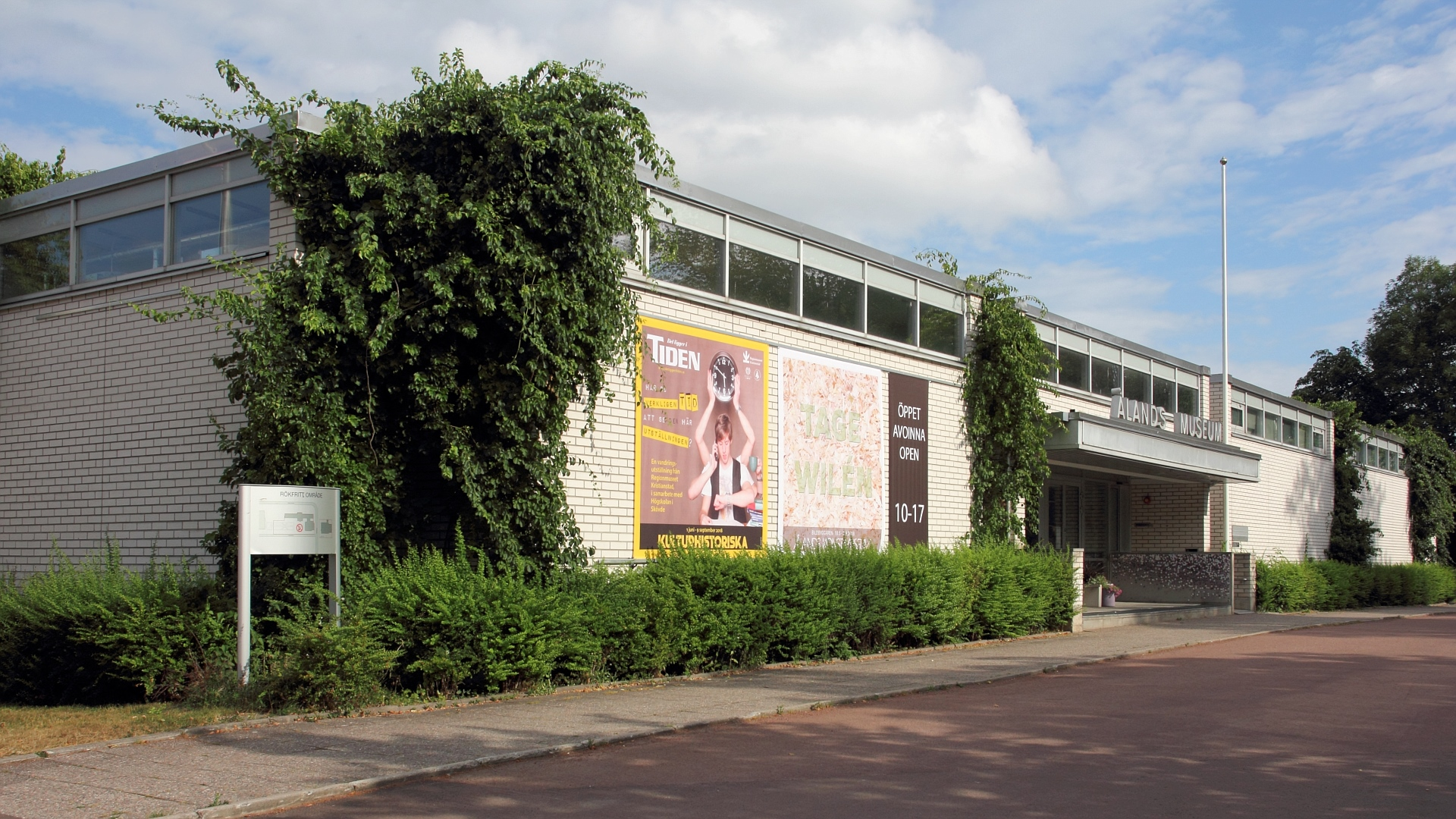
Ålands Museum in Mariehamn
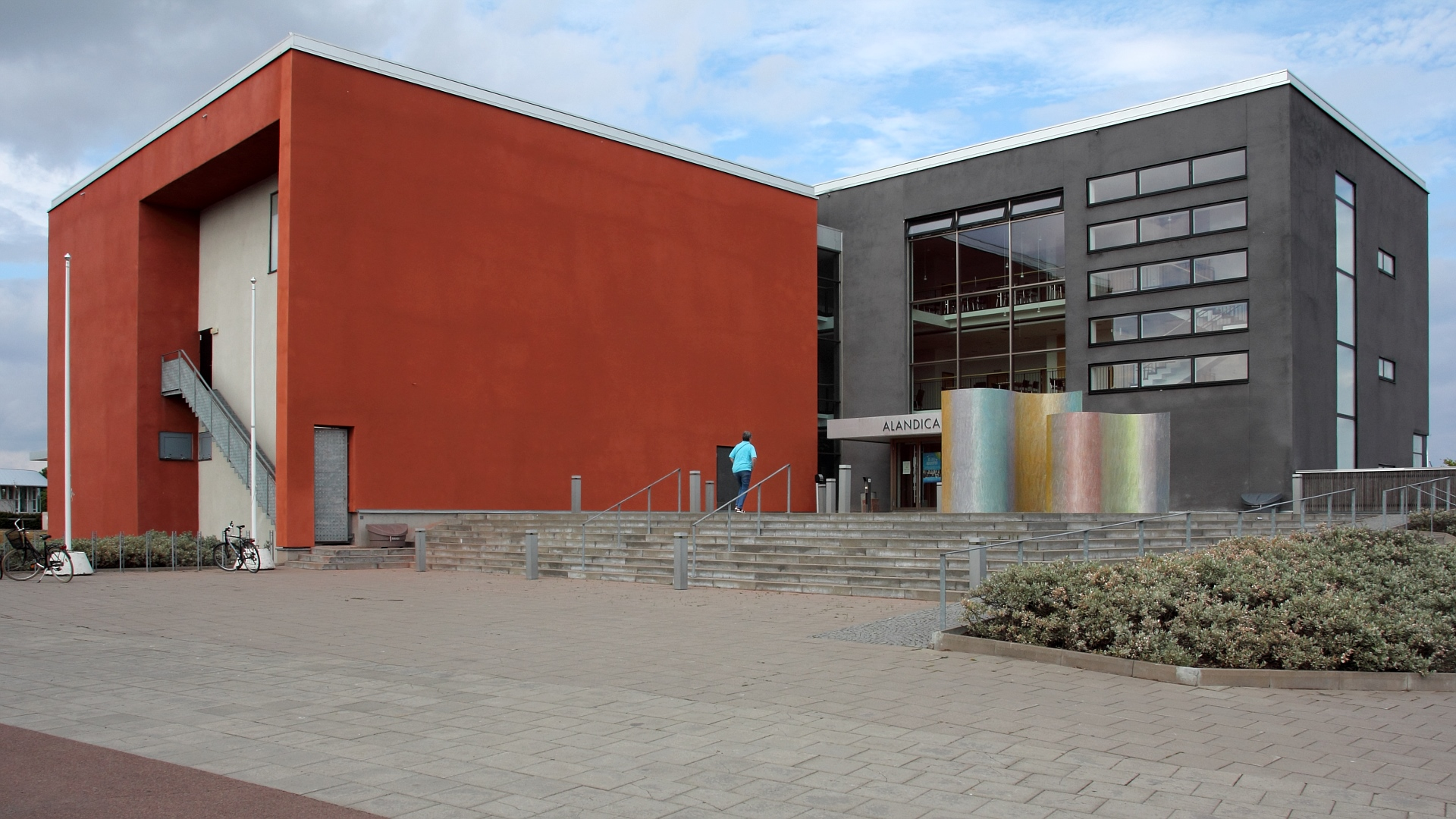
Kongresszentrum Alandica in Mariehamn
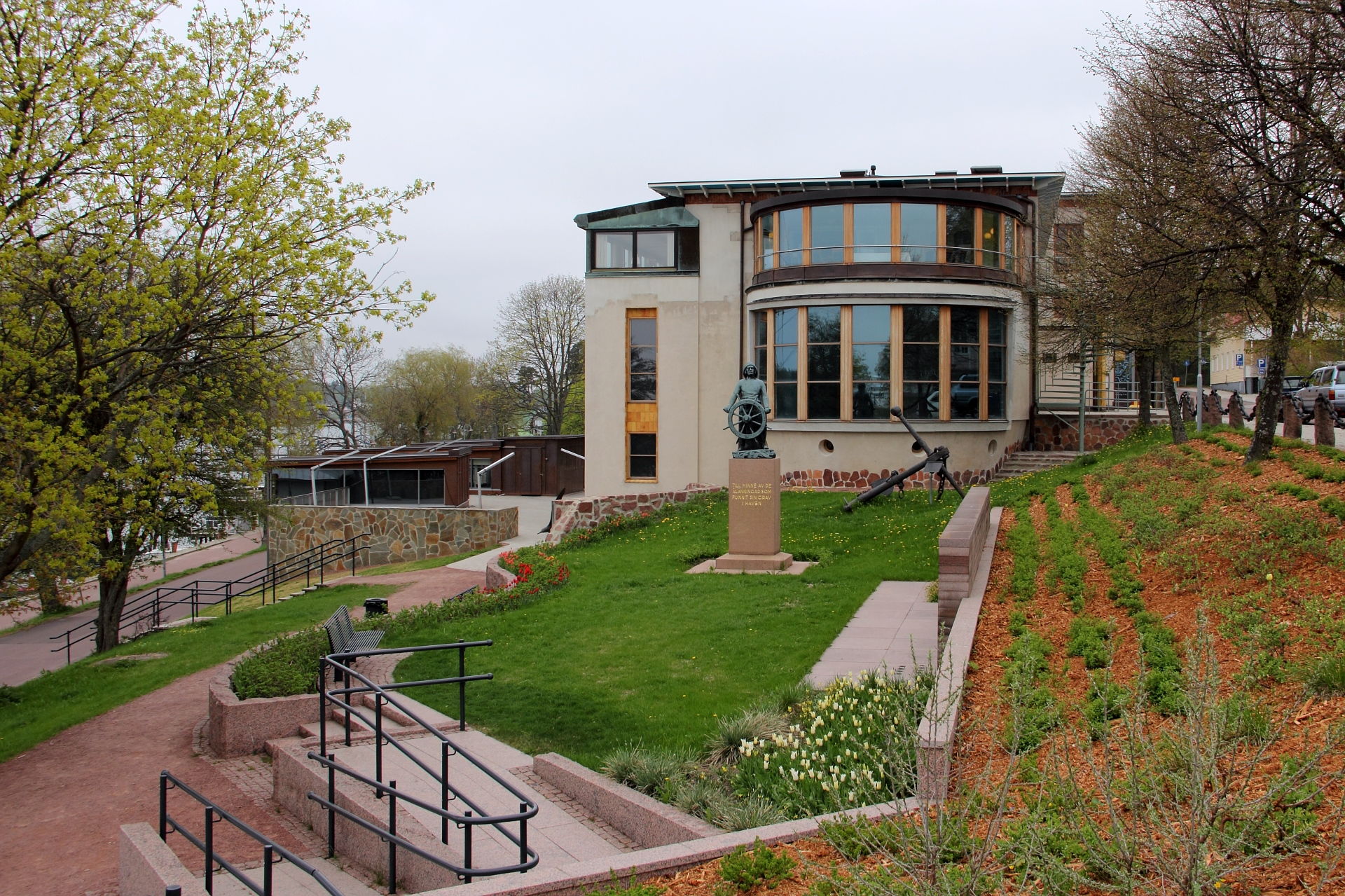
Schifffahrtsmuseum in Mariehamn
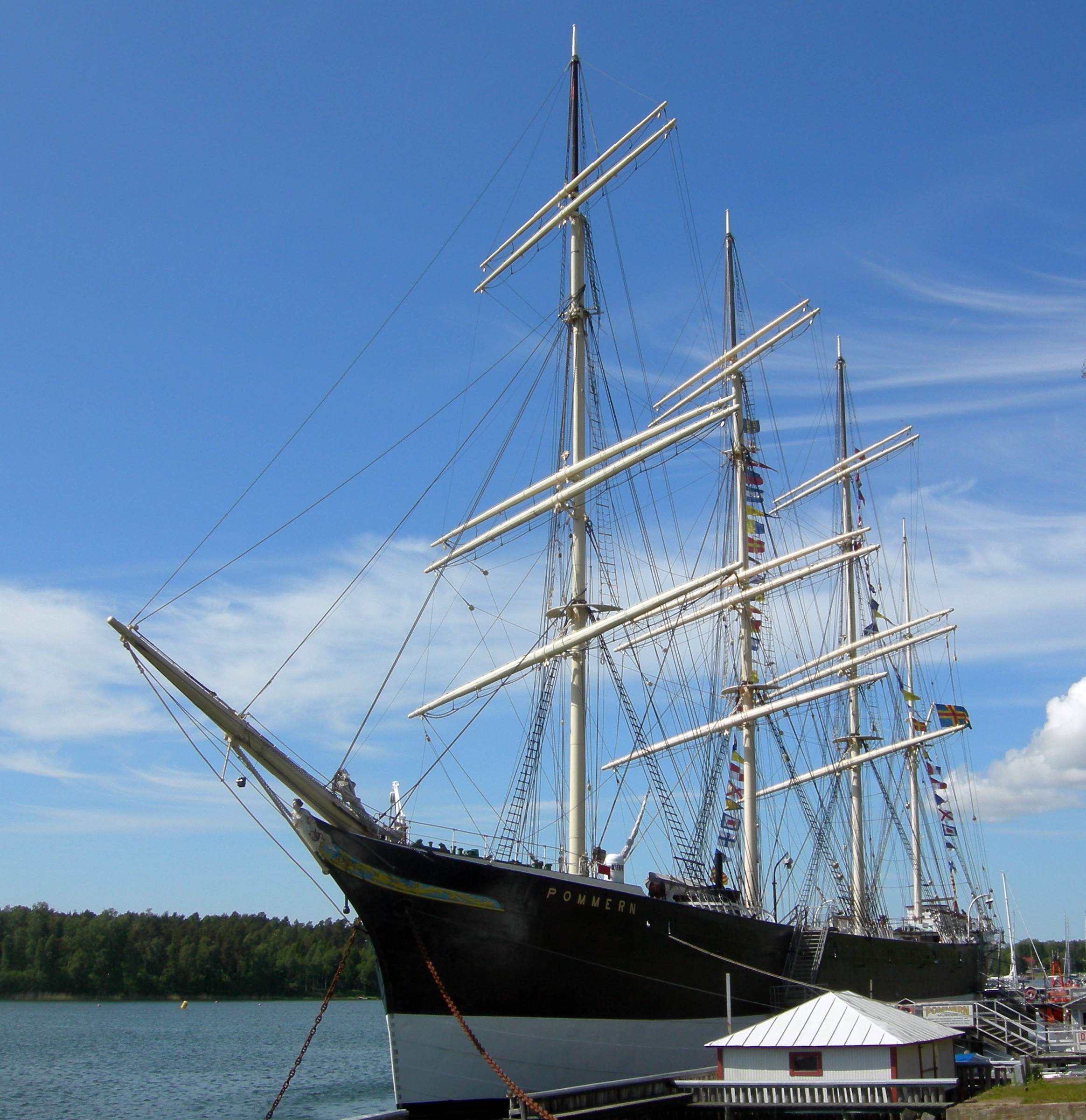
Museumsschiff Pommern
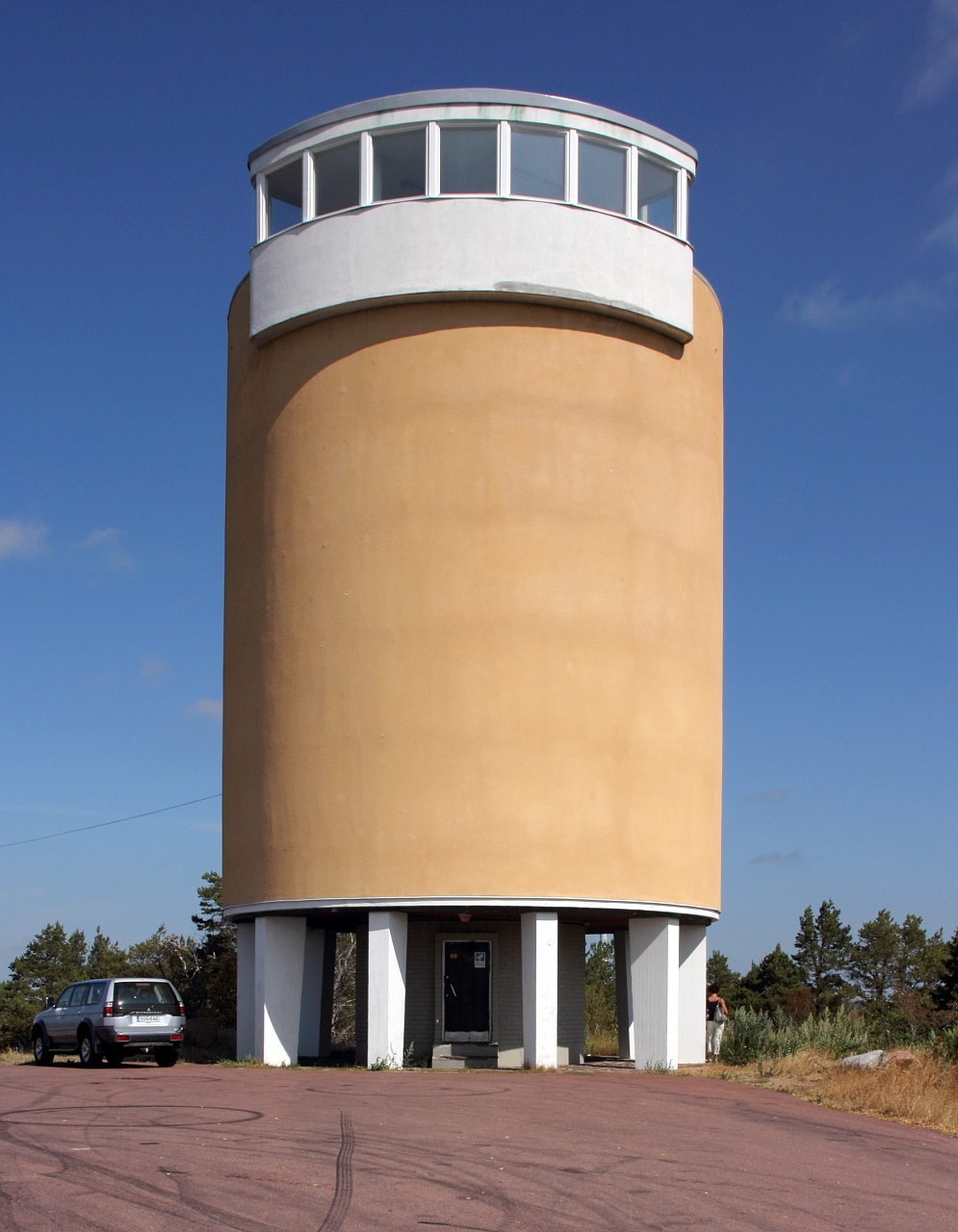
Wasserturm auf dem Badhusberget in Mariehamn
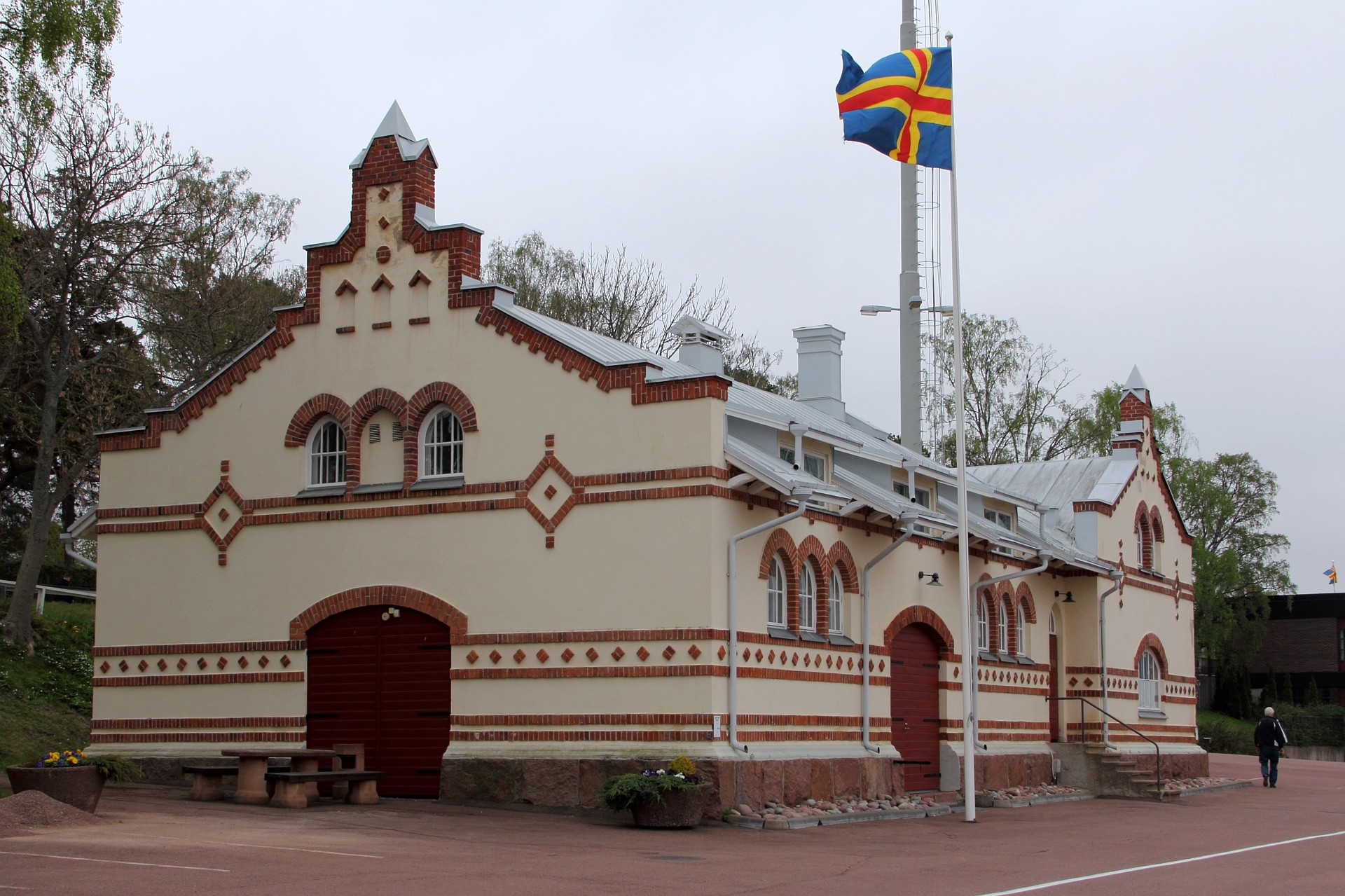
Altes Zollhaus am Fährhafen in Mariehamn
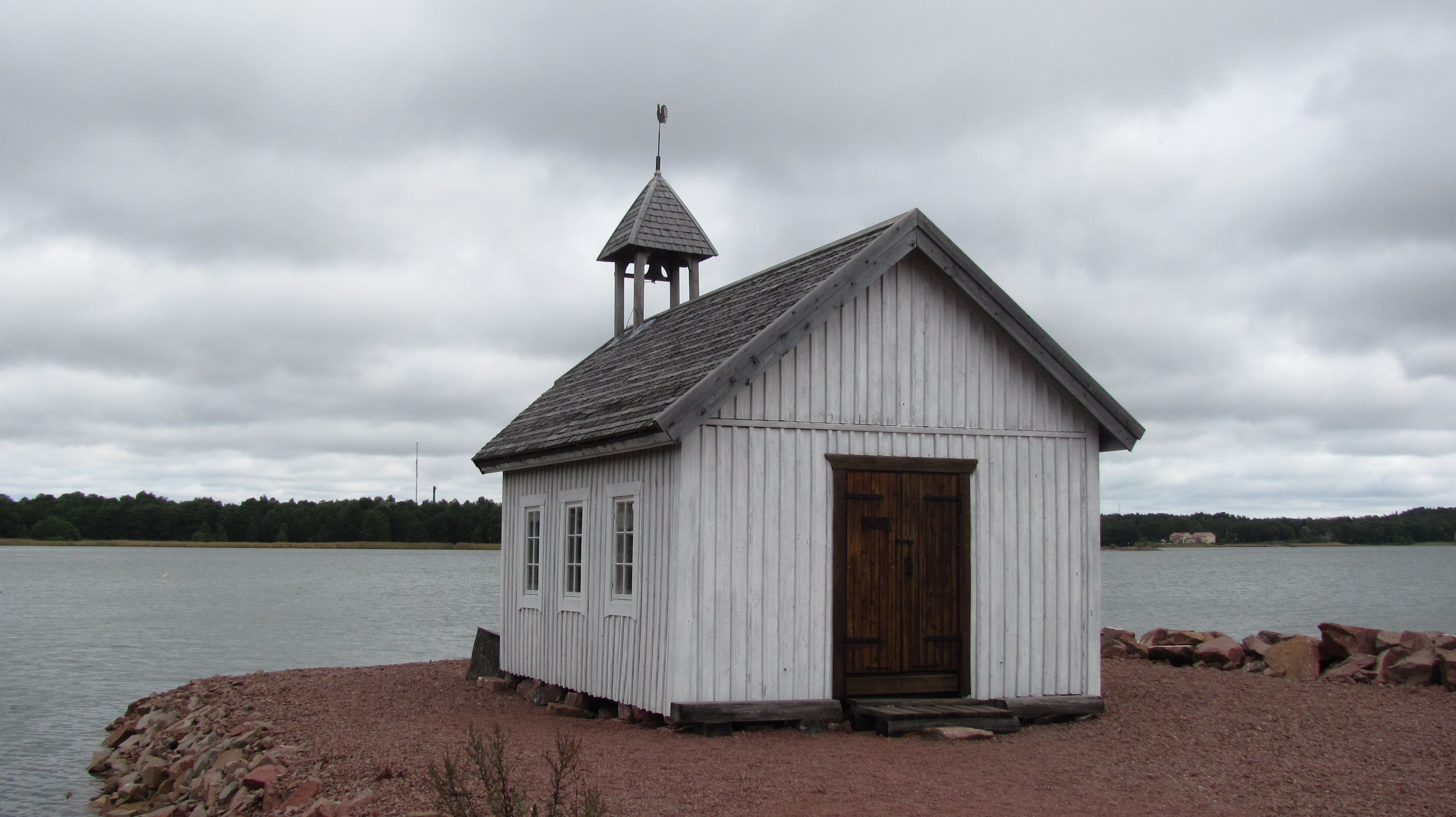
Seefahrerkapelle
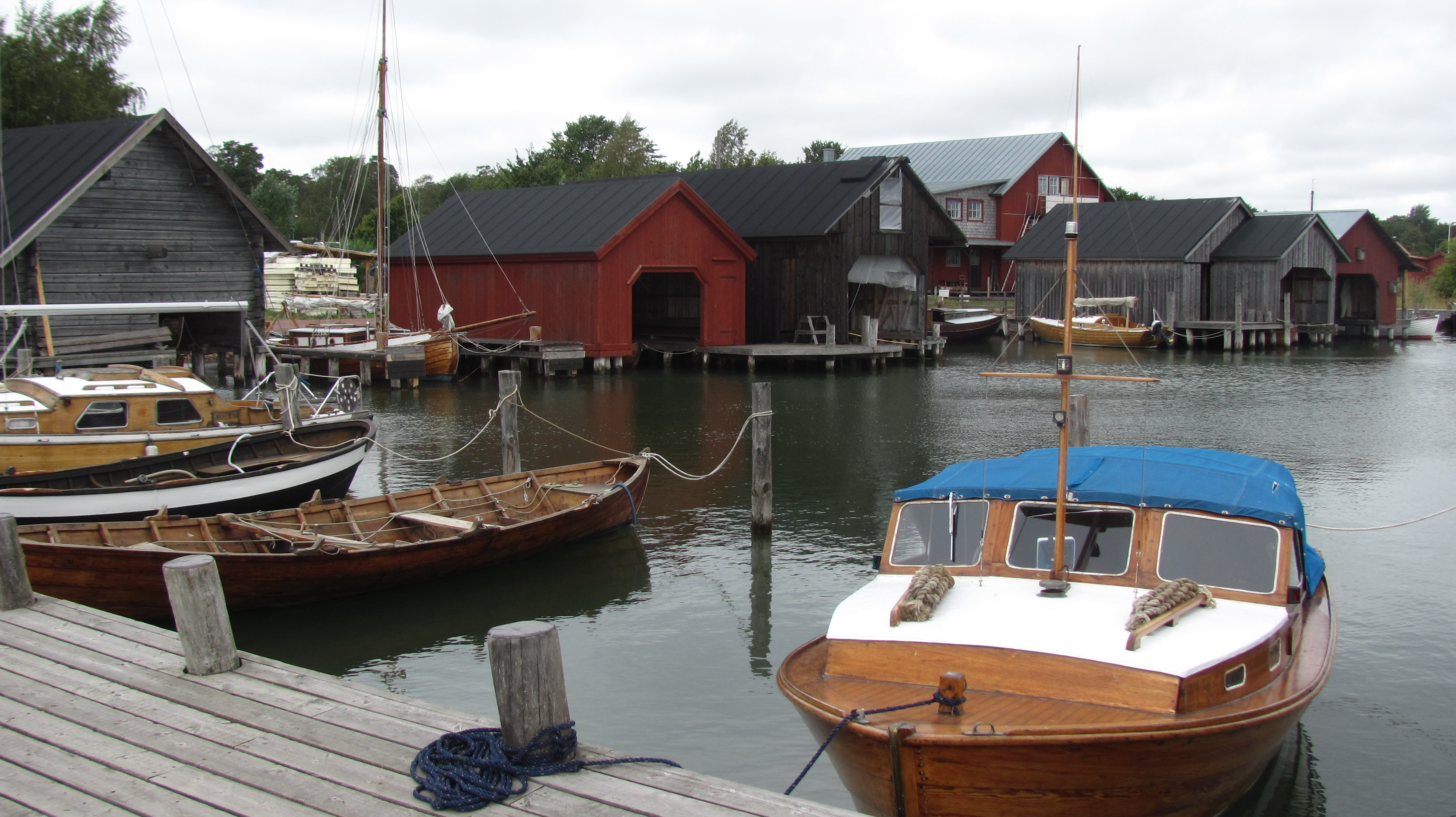
Seefahrerviertel
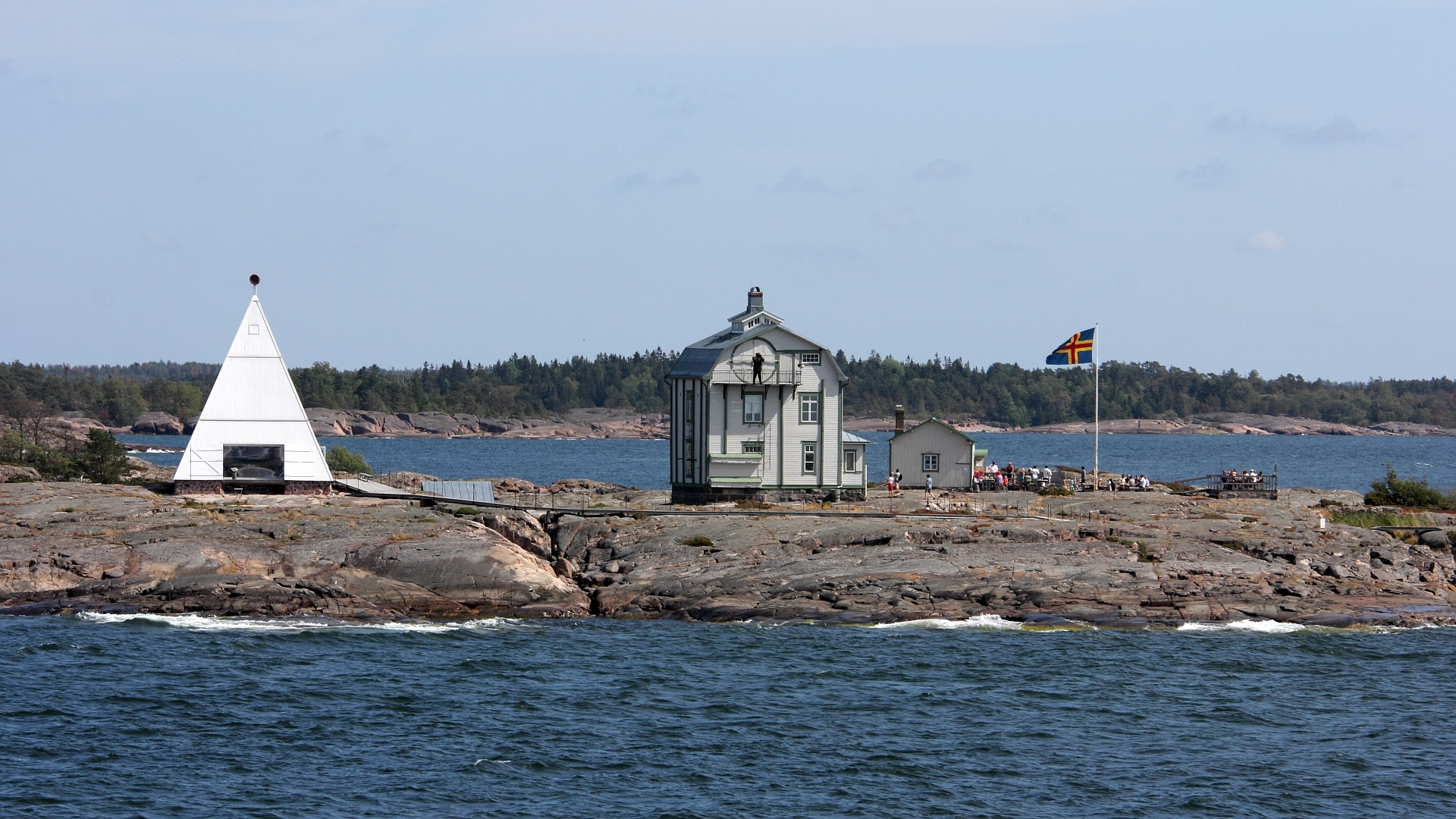
Insel Storlandet mit der ehemaligen Lotsenstation Kobba Klintar

## Städtepartnerschaften
Partnerstädte Mariehamns sind
| - Gotland, Schweden - Kragerø, Norwegen - Valkeakoski, Finnland - Kópavogur, Island | - Tórshavn, Färöer - Lomonossow, Russland - Kuressaare, Estland |

## Persönlichkeiten

### Söhne und Töchter der Stadt
- Hilda Hongell (1867–1952), Baumeisterin
- Kaarlo Mäkinen (1892–1980), Ringer und Olympiasieger
- Johan Hellström (1907–1988), Boxer
- Clas Zilliacus (* 1943), Literaturwissenschaftler und Übersetzer
- Mikael Granskog (* 1961), Fußballspieler und -funktionär
- Stefan Lindfors (* 1962), Innenarchitekt und Designer
- Henrik Klingenberg (* 1978), Keyboarder
- Daniel Sjölund (* 1983), Fußballspieler
- Adelina Engman (* 1994), Fußballspielerin
- Oscar Wiklöf (* 2003), Fußballspieler

### Personen mit Beziehungen zur Stadt
- Amanda Chanfreau (* 1983), Künstlerin, in Mariehamn aufgewachsen
- Gustaf Erikson (1872–1947), letzter Großreeder einer reinen Seglerflotte, in Mariehamn gestorben
- Pekka Yli-Niemi (1937–1963), Skispringer, in Mariehamn gestorben